# Приріт акацієвий
Приріт акацієвий (Batis orientalis) — вид горобцеподібних птахів прирітникових (Platysteiridae).

## Поширення
Вид поширений в Центральній та Східній Африці від крайнього сходу Нігерії на схід до Сомалі, а звідси на південь до Уганди та Кенії. Природними місцями проживання є сухі савани, субтропічні або тропічні сухі низовинні луки, посушливий терновий скреб і напівпустелі на висоті до 2100 м над рівнем моря.

## Опис
Тіло завдовжки 10–11 см і вагою 8,8–13,4 г. Лоб, маківка і потилиця синювато-чорні. Біла тонка смужка тягнеться від лоба через брови на потилицю. Лицьова маска чорна. Плечі та спина темно-сірі. Горло та кільце навколо шиї біле. Крило чорне з білою смужкою. Хвіст чорний з білими зовнішніми пір'ями хвоста. Нижня частина білого кольору, за винятком глянцевої чорної стрічки на грудях і чорнуватого підкрила. Самиця схожа на самця, але має каштанову грудку. У птаха жовті очі, чорний дзьоб і чорні ноги.